# Jenő Landler
Jenő Landler (Gelse, 22 novembre 1875 – Cannes, 24 febbraio 1928) è stato un rivoluzionario, politico e avvocato ungherese.
Fu uno dei fondatori del Partito Comunista Ungherese e con Béla Kun e Tibor Szamuely fu uno dei leader della rivoluzione del 1919, durante la quale fu il comandante in capo dell'Armata Rossa ungherese. È sepolto a Mosca presso la necropoli delle mura del Cremlino.